# Dominik Lorenzen
Dominik Lorenzen (* 2. Oktober 1977 in Weert, Niederlande) ist ein deutscher Politiker (Bündnis 90/Die Grünen Hamburg). Seit Oktober 2018 ist er Mitglied der Hamburgischen Bürgerschaft.

## Leben
Lorenzen machte 1997 an der Waldschule Schwanewede sein Abitur und begann 2000 als „grüner“ Unternehmer tätig zu werden. Er ist aktuell geschäftsführender Gesellschafter der Teamgeist Nord GmbH im Hamburger Stadtteil Stellingen und Gründer und Gesellschafter von Stückgut, Hamburgs erstem Unverpackt-Geschäft.
Lorenzen ist verheiratet, hat zwei Kinder und lebt in Hamburg-Niendorf.

## Politische Karriere
Lorenzen trat 2009 der Grün-alternativen Liste (GAL), inzwischen Bündnis 90/Die Grünen in Hamburg bei und gilt dem Realo-Flügel zugehörig. Von 2011 bis 2013 war Lorenzen Sprecher der Landesarbeitsgemeinschaft Wirtschaft und Finanzen der Grünen Hamburg. Von 2012 bis 2017 war er im Kreisvorstand des Kreisverbandes Hamburg-Eimsbüttel, zunächst bis 2014 als Schatzmeister, danach als Vorsitzender. Vom April 2017 bis zum Oktober 2018 war er Mitglied in der Bezirksversammlung Eimsbüttel.
Parallel war Lorenzen von Mai 2011 bis März 2017 Deputierter in der Finanzbehörde Hamburg.
Außerdem war Dominik Lorenzen von 2017 bis 2019 gewähltes Mitglied im Plenum und Vorsitzender des Umweltausschusses der Handelskammer Hamburg.
Bei der Bürgerschaftswahl 2015 kandidierte Lorenzen auf Platz 16 der Landesliste und auf der Wahlkreisliste 6, Stellingen-Eimsbüttel-West. Nach dem Rücktritt von Stefanie von Berg rückte er in die Bürgerschaft nach und legte aus diesem Grund sein Bezirksmandat im Oktober 2018 nieder. Seit November 2018 ist Lorenzen Mitglied der Fraktion von Bündnis 90/Die Grünen in der Hamburgischen Bürgerschaft. Bis 2020 war er in seiner Fraktion wirtschaftspolitischer Sprecher. In der 2020 gewählten Bürgerschaft erhielt er ein Mandat über die Landesliste seiner Partei.
Zusammen mit Jennifer Jasberg wurde Lorenzen am 16. Juni 2020 zum Vorsitzenden der Bürgerschaftsfraktion gewählt. Bei der Bürgerschaftswahl 2025 zog er erneut in die Bürgerschaft ein. Anschließend legte er den Fraktionsvorsitz nieder. Er wurde für ein Senatorenamt in Senat Tschentscher II gehandelt, jedoch mit keinem bedacht.